# 格雷宾
格雷宾是德国石勒苏益格－荷尔斯泰因州的一个市镇。总面积24.14平方公里，总人口945人，其中男性464人，女性481人（2011年12月31日），人口密度39人/平方公里。